# Landkreis Radom

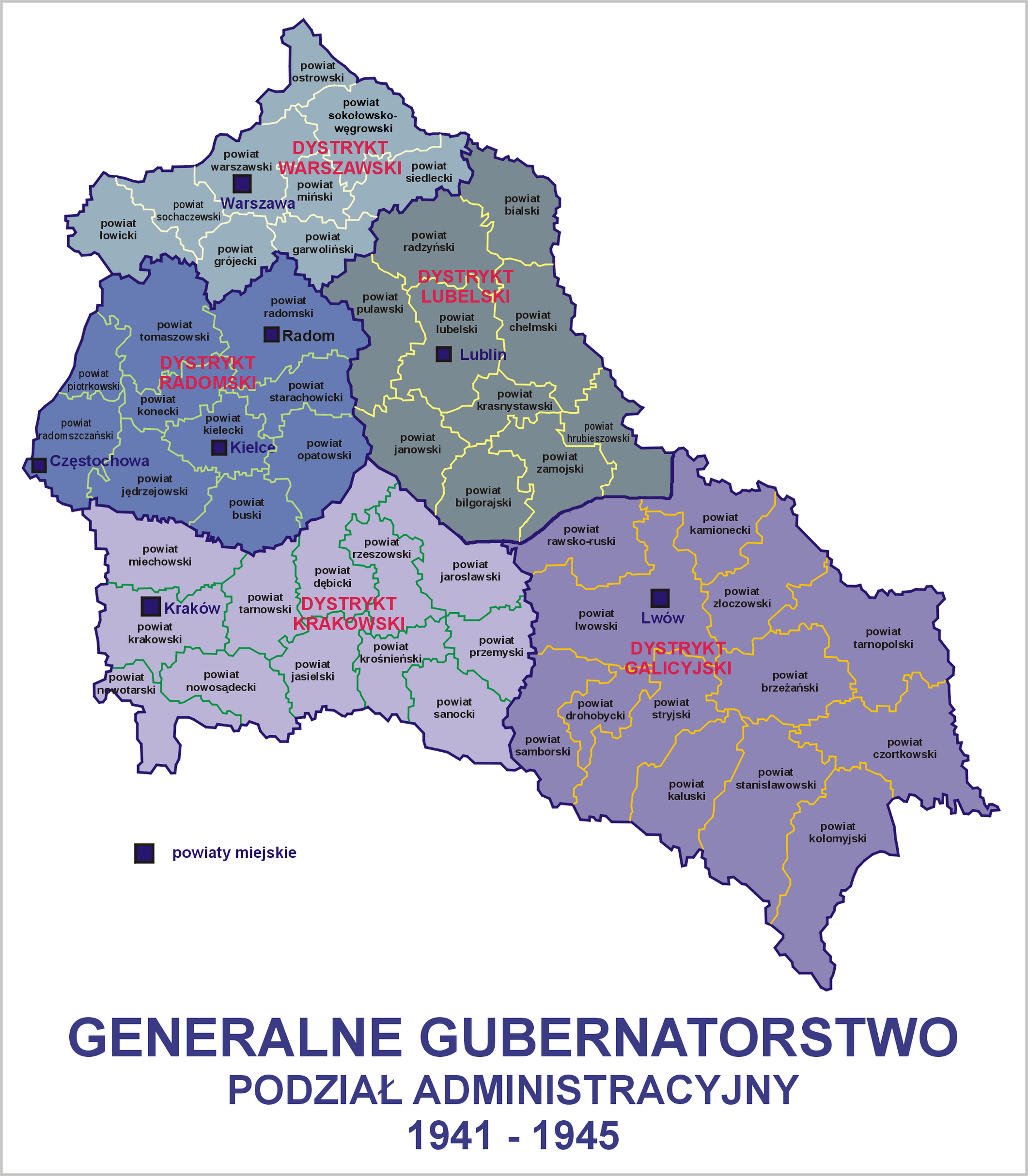
Powiat Radom-Land na mapie Generalnego Gubernatorstwa

Powiat Radom-Land (niem. Landkreis Radom, Kreishauptmannschaft Radom-Land, pol. powiat radomski ziemski) – jednostka administracyjna samorządu terytorialnego dystryktu radomskiego w Generalnym Gubernatorstwie.
Powiat ziemski radomski niemieckich władz okupacyjnych funkcjonował od 26 października 1939 do 16 stycznia 1945. Siedzibą władz powiatu oraz starostwa był Radom, który sam stanowił miasto wydzielone (powiat grodzki) – tzw. Kreisfreie Stadt (Stadtkreis).
Jednym ze starostów radomskich (Kreishauptmann Radom-Land) był działacz NSDAP Friedrich Egen (ur. 1903).